# Horní Myslová
Obec Horní Myslová (německy Ober Mislau) se nachází v okrese Jihlava v Kraji Vysočina. Žije zde 93 obyvatel.

## Název
Název se vyvíjel od varianty Misslowka (1385), v Mislowie Hornjm (1528), Ober Myslau (1678), Ober Musslau (1718), Ober Mislau (1720, 1751), Ober Mislau a Hornj Mjslowa (1846), Ober Myslau a Horní Myslová (1872) až k podobě Horní Myslová v letech 1881 a 1924. Místní jméno je odvozeno od osobního jména Mysl. Přívlastek horní získala ves k odlišení od nedaleké Myslůvky.

## Historie
První písemná zmínka o obci pochází z roku 1385, kdy je uváděna jako zboží hradu Šternberka, náležející Jindřichovi z Hradce. Od roku 1415 sdílela Horní Myslová osudy telčského panství až do roku 1849. Podle lánového rejstříku před třicetiletou válkou bylo v Horní Myslové 17 usedlostí, z toho zůstalo za války osazeno 14 a 3 zpustly, ale do roku 1671 se je podařilo znovu osadit. Podle vceňovacího operátu žilo roku 1843 v Horní Myslové 185 obyvatel, z toho 89 mužů a 96 žen ve 30 domech a 39 domácnostech. Chovali se zde 4 koně, 30 volů, 24 krav a 43 obyčejných ovcí. Desátky byly odváděny panství Telč. Z Horní Myslové se jezdilo na týdenní úterní trhy do Telče.
Od 1. července 1980 do 31. prosince 1991 příslušela jako místní část k městu Telč. Od 1. ledna 1992 je opět samostatnou obcí.

## Přírodní poměry
Horní Myslová leží v okrese Jihlava v Kraji Vysočina. Nachází se 2,5 km jihozápadně od Telče. Geomorfologicky je oblast součástí Křižanovské vrchoviny a jejího podcelku Dačická kotlina. Průměrná nadmořská výška činí 500 metrů. Nejvyšší bod o nadmořské výšce 542 metrů stojí jihozápadně od obce. V severní části katastru leží vrch Pahorky (537 m n. m.). Horní Myslovou protéká potok Myslůvka, na níž leží západně od vsi dva bezejmenné rybníky a severně od Horní Myslové Březinův rybník s Kopejtkovým mlýnem. Jižní hranici tvoří potok Strouha.

## Obyvatelstvo
Podle sčítání 1930 zde žilo v 29 domech 184 obyvatel. 184 obyvatel se hlásilo k československé národnosti. Žilo zde 174 římských katolíků, 9 evangelíků a 1 příslušník Církve československé husitské.
| Rok            | 1869 | 1880 | 1890 | 1900 | 1910 | 1921 | 1930 | 1950 | 1961 | 1970 | 1980 | 1991 | 2001 | 2011 |
| Počet obyvatel | 193  | 203  | 198  | 180  | 154  | 155  | 184  | 99   | 113  | 104  | 99   | 92   | 87   | 86   |

## Obecní správa a politika
Obec je členem mikroregionů Telčsko a Sdružení pro likvidaci komunálního odpadu Borek a Místní akční skupiny Mikroregionu Telčsko.
Obec má sedmičlenné zastupitelstvo, v jehož čele stojí starosta Miroslav Nosek, který nahradil Karla Noska, jenž funkci vykonával v letech 2006-2010.
| Období    | Voliči | Účast v % | Mandáty | Výsledky                         | Starosta       |
| --------- | ------ | --------- | ------- | -------------------------------- | -------------- |
| 2002–2006 | 63     | 85,71     | 7       | 7 SNK obce Horní Myslová         | Karel Nosek    |
| 2006–2010 | 67     | 82,09     | 7       | 7 Sdružení nezávislých kandidátů | Karel Nosek    |
| 2010–2014 | 66     | 66,67     | 7       | 7 SNK HORNÍ MYSLOVÁ              | Miroslav Nosek |
| 2014–2018 | 66     | 66,67     | 7       | 7 Sdr. NK pro obec Hor. Myslová  | Miroslav Nosek |

## Hospodářství a doprava
V obci sídlí firma Obraz a zvuk, s.r.o. Obcí prochází silnice III. třídy č. 40611 z Mysletic do Telče a severně od obce se s ní kříží komunikace III. třídy č. 40612 z Borovné. Dopravní obslužnost zajišťuje dopravce ČSAD Jindřichův Hradec. Autobusy jezdí ve směrech Telč, Dačice, Mysletice, Borovná. Obcí prochází cyklistická trasa č. 5124 z Krahulčí a severně od obce se nachází cyklistická trasa č. 5261 z Borovné do Telče.

## Školství, kultura a sport
Místní děti dojíždějí do základní školy v Telči. Působí zde Sbor dobrovolných hasičů Horní Myslová.
V roce 1979 natáčel režisér Werner Herzog na poli u severního okraje obce část svého filmu Woyzeck.

## Pamětihodnosti
- Zvonička na návsi
- Kopejtkův mlýn
- Němcův mlýn